# Îlet Pinel
Pour les articles homonymes, voir Pinel.
L’îlet Pinel est une petite île inhabitée située (au plus près) à 170 m à l'Est de l'île de Saint-Martin, et à 950 m du lieu-dit Cul-de-Sac (de débarcadère à débarcadère). Cette petite île fait partie de la collectivité d'outre-mer française de Saint-Martin.
Autour de son littoral, l'intégralité des 50 pas géométriques (soit les 83 m en profondeur à partir de la ligne des plus hautes eaux) est propriété du Conservatoire du Littoral et fait partie du domaine terrestre de la "Réserve naturelle nationale de Saint-Martin. À ce titre, l'espace et la nature y sont protégés par une réglementation spécifique.

## Toponymie
Le nom viendrait d'un "Capitaine Pinel".

## Topographie
Il s'agit d'une croupe calcaire jadis rattachée à la côte de Saint-Martin, formées de 3 pointes, 4 plages et 4 grèves rocheuses. Entourée en partie de hauts-fonds très peu profonds (avec des coraux et des Cayes émergentes). À l'Ouest, faisant face à Saint-Martin, se trouve la fameuse plage très prisée par les vacanciers sur laquelle une langue de sable de 80 m de long s'avance dans la mer, en direction de Cul-de-Sac.
Plusieurs chemins de randonnée pédestres parcourent l'île. Ils permettent de découvrir :
- La petite plage Sud (80 m de long).
- La plage Sud-Est (125 m de long).
- La plage Nord (200 m de long).
- La colline la plus élevée  (Altitude : 20 mètres), à l'Est face à l'île Tintamarre (située à 3 km au loin).
- Le promontoire au nord face aux Grandes-Cayes (Altitude : 10 mètres).

## L'espace naturel insulaire
L'île est recouverte par une savane sèche d'herbes courtes (Donna grass) avec quelques bosquets d'épineux assez impénétrables sauf pour les chèvres (espèce introduite), les lézards (ameives), les iguanes communs (Iguana iguana), les crabes et des oiseaux. Du fait de la trop forte présence d'humains, les oiseaux marins y passent mais ne viennent plus y nicher.
On y trouve des arbustes remarquables tels que des frangipaniers.

## Aménagements
- Débarcadères : Quais et autres pontons.
- Plage d'accueil principale aménagée, avec ses restaurants, plagistes, boutiques.
- Carbets de repos, mis en place par la réserve naturelle marine (RNNM).
- Parcours de découverte sous-marine en apnée.

## Accès
Au départ du lieu-dit Cul-de-Sac, il existe des barques navettes de transport (service payant). Horaires : de 9.3 h le matin à 17 h (dernier retour).